# Васко Пратоліні
Васко Пратоліні (італ. Vasko Pratolini; нар. 19 жовтня 1913, Флоренція — пом. 12 січня 1991, Рим) — один з видатних італійських письменників XX століття. Тричі номінувався на Нобелівську премію з літератури. У 1955 отримав літературну Премію Віареджа за роман «Метелло», а також  премію Фельтрінеллі Італійської Академії та Премію Марцотто. Журналіст, сценарист, брав активну участь у становленні італійського неореалізму.

## Біографія

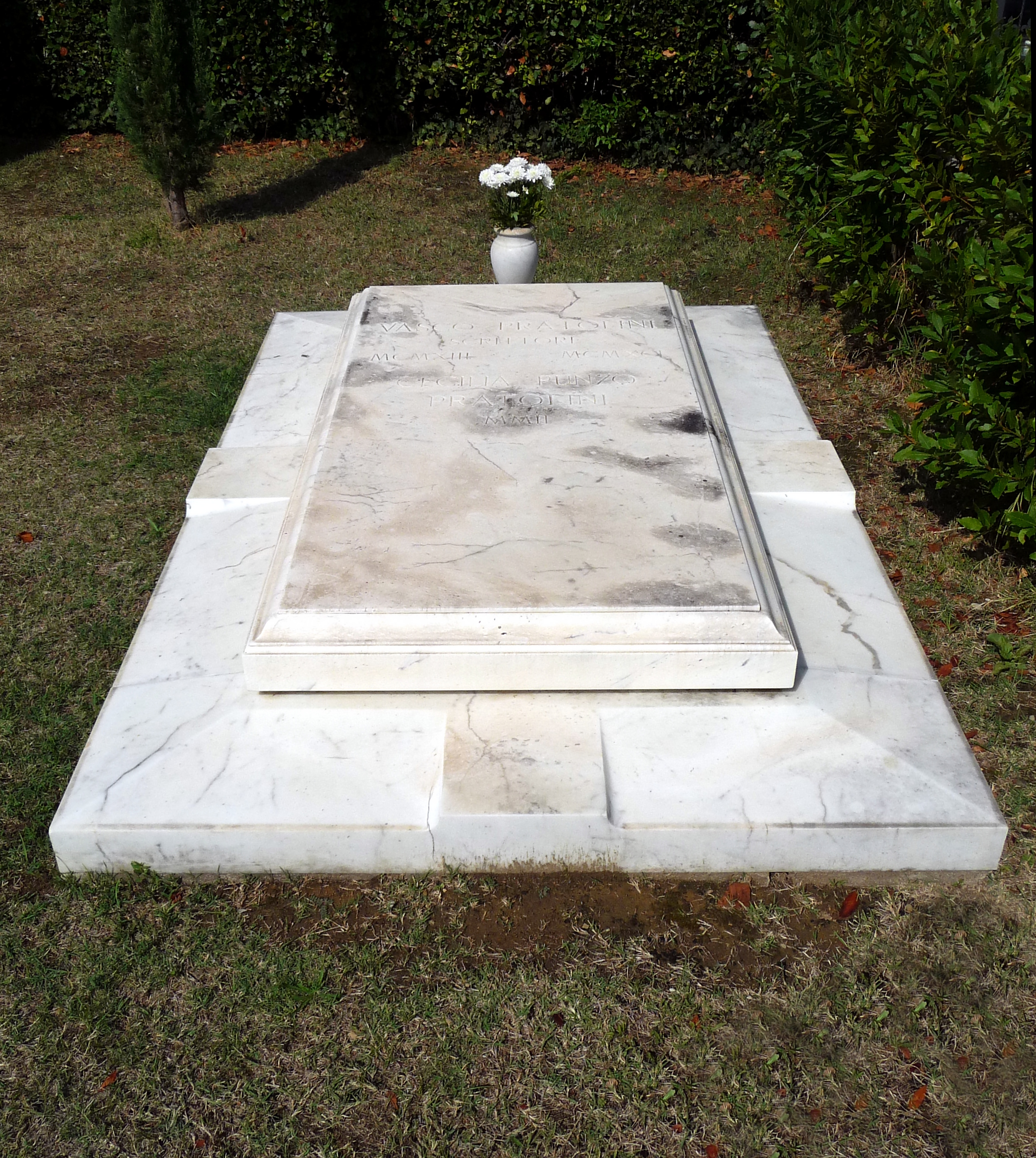
Могила Пратоліні у Флоренції

Народився у Флоренції у простій сім'ї. Мати померла у 1918 році, коли батько був на війні, тому маленький Васко переїхав до дідуся та бабусі. У 12 років перебрався до Via del Corno, вулицю-протагоніст одного з його кращих романів. Працював вуличним продавцем та в типографії.
Самоук, увійшов у світ літератури завдяки знайомству з Еліо Вітторіні, з яким працював у газеті «Il Bargello». Жадібний читач, використовував кожну вільну хвилину для читання у лікарні (хворів на туберкульоз) з 1935 по 1937. Це довге лікування було відображене у творі «Taccuino del Convalescente». У 1938 році разом з Альфонсо Гатто заснував журнал Campo di Marte, який було закрито фашистським урядом 9 місяців потому.
У 1939 році переїхав до Риму, де працював у Міністерстві Освіти. У 1941 році одружився, опублікував свою першу книгу «Зелений килим». У 1943 році брав участь у опорі німецькій окупації Італії. Ці події відобразив у творі «Моє серце на мості Мільвіо» (Il mio cuore a Ponte Milvio). Після деокупації оселився в Мілані, де працював журналістом в газеті «La Settimana» та викладав в Інституті Мистецтв. 
Після війни перебрався до Неаполю, де вів активну журналістську діяльність для газет  «Milano Sera» та «Paese Sera». У 1951 році повернувся до Риму, де брав участь у формуванні італійського неореалізму в кіно; написав близько 20 сценаріїв, серед яких «Рокко та його брати» (разом зі сценаристкою Сузо Чеккі д'Аміко) до фільму режисера Лукіано Вісконті та «Пайза» режисера Роберто Росселліні. У 1961 році режисер Валеріо Дзурліні екранізував його романи «Родинна хроніка» та «Дівчата із Сан Фредіано». У 1964 році був номінований на Оскар за сценарій до фільму «Чотири дні в Неаполі» режисера Нанні Лой.
У 1970 році режисер Мауро Болоньїні екранізував його роман «Метелло» за сценарієм Сузо Чеккі д'Аміко та музикою Енніо Морріконе. Головні ролі виконали Массімо Раньєрі, Оттавія Пікколо та Лючія Бозе.
Його творам притаманні автобіографічні елементи, описи побуту та життя простих людей, особливо жителів Флоренції. Стиль творів простий, що відповідає обраній тематиці.

## Літературні твори
Серед найважливіших творів є Родинна хроніка (1947), Хроніки бідних коханців (1947), Дівчата із Сан Фредіано (1948), Метелло (1955), Алегорія та зніяковість (1966).
У «Родинній хроніці», дуже особистому творі, Пратоліні описує емоційні стосунки зі своїм братом. Вони розлучаються ще маленькими. Брата досить жорстко виховував дворецький. Рідні знов зустрічаються після кількох років і підтримують тісні стосунки. У книзі поєднується опис емоційних відносин автора з братом та іншими членами родини й майстерне оповідання подій того часу.
Події твору «Дівчата із Сан Фредіано» (Le ragazze di San Frediano) розгортаються в одному з районів Флоренції, де живе група сміливих і рішучих дівчат. Одразу після війни, вони всі закохуються у колишнього партизана Боба (прізвисько, що походить від його схожості з модним тоді актором Робертом Тейлором). Боб ставиться до них як півень до курчат. В творі описується помста сміливих дівчат Сан Фредіано огидному Бобові.
«Хроніки бідних коханців» (Cronache di poveri amanti) — це шедевр італійського неореалізму. Твір оповідає події 1925—1926 років, що сталися на Віа дель Корно, типовій пролетарській вулиці Флоренції, розташованій між Палаццо Веккіо та Санта-Кроче. Через життєві історії простих мешканців автор розкриває соціальні та політичні проблеми Італії перших років фашизму. Сама ж вулиця, в свою чергу, стає головним героєм, оскільки кожна подія, що відбувається на вулиці та поза нею, стає причиною розмови, суперництва, занепокоєння та неспокою. За цю роботу Пратоліні отримав нагороду Libero Stampa в 1947 році, що ознаменувало початок його популярності як письменника в Італії та поза її межами.
«Метелло» розповідає про Метелло Салані, хлопця сироту, вихованого селянами, які переїхали до Флоренції в пошуках роботи. Метелло бере активну участь у страйках та в соціалістичному русі з 1875 року. Паралельно оповідається про емоційні переживання головного героя, який одружується на дівчині Ерсілі.
«Аллегорія та зніяковість» є своєрідним самоаналізом головного героя на тлі історичних подій Італії того часу.

## Видані твори
- Il tappeto verde (1941)
- Via de' magazzini (1941)
- Le amiche (1943)
- Il quartiere (1943)
- Cronaca familiare (1947)
- Cronache di poveri amanti(1947)
- Diario sentimentale (1947)
- Mestiere da vagabondo (1947)
- Un eroe del nostro tempo (1947)
- Le ragazze di San Frediano (1949)
- La domenica della povera gente (1952)
- Lungo viaggio di Natale (1954)
- Metello (1955), на українську мову перекладено Анатолієм Іллічевським у 1960 як «Метелло»
- Lo scialo (1960)
- La costanza della ragione (1963)
- Allegoria e derisione (1966)
- La mia città ha trent'anni (1967)
- Il mannello di Natascia (1985)